# Puerto de Llansa (Oh Lady Rose)
Puerto de Llansa (Oh Lady Rose) is een single van Jack Jersey uit 1982. Op de B-kant staat het nummer I won't cry. Beide nummers schreef hij met Milly Trap en zijn terug te vinden op het album Dreamer dat hij hetzelfde jaar uitbracht.
In het lied zingt hij over zijn geliefde Rose, over de sterren en de nacht, de wijn, en het goede gevoel dat hij heeft overgehouden aan Puerto de Llansa. Hij verwijst hier naar de Catalaanse havenstad Llançà aan de voet van de Pyreneeën. Naast een hit in Nederland in mei 1982, kreeg hij in augustus van dat jaar ook nog de beloning van het ereburgerschap van de burgemeester van Llançà.

## Ereburgerschap
Naast hitnoteringen leverde deze hit de onderscheiding tot ereburger van Llançà, Spanje, op. Deze werd hem in 1982 door de burgemeester uitgereikt.

## Hitnoteringen
| Puerto de Llansa (Oh Lady Rose) in de Nederlandse Top 40 van 1-5-1982 t/m 29-5-1982 | Puerto de Llansa (Oh Lady Rose) in de Nederlandse Top 40 van 1-5-1982 t/m 29-5-1982 | Puerto de Llansa (Oh Lady Rose) in de Nederlandse Top 40 van 1-5-1982 t/m 29-5-1982 | Puerto de Llansa (Oh Lady Rose) in de Nederlandse Top 40 van 1-5-1982 t/m 29-5-1982 | Puerto de Llansa (Oh Lady Rose) in de Nederlandse Top 40 van 1-5-1982 t/m 29-5-1982 | Puerto de Llansa (Oh Lady Rose) in de Nederlandse Top 40 van 1-5-1982 t/m 29-5-1982 | Puerto de Llansa (Oh Lady Rose) in de Nederlandse Top 40 van 1-5-1982 t/m 29-5-1982 |
| Week                                                                                | 1                                                                                   | 2                                                                                   | 3                                                                                   | 4                                                                                   | 5                                                                                   |                                                                                     |
| ----------------------------------------------------------------------------------- | ----------------------------------------------------------------------------------- | ----------------------------------------------------------------------------------- | ----------------------------------------------------------------------------------- | ----------------------------------------------------------------------------------- | ----------------------------------------------------------------------------------- | ----------------------------------------------------------------------------------- |
| Positie                                                                             | 35                                                                                  | 31                                                                                  | 28                                                                                  | 26                                                                                  | 36                                                                                  | uit                                                                                 |

| Puerto de Llansa (Oh Lady Rose) in de Nationale Hitparade van 24-4-1982 t/m 22-5-1982 | Puerto de Llansa (Oh Lady Rose) in de Nationale Hitparade van 24-4-1982 t/m 22-5-1982 | Puerto de Llansa (Oh Lady Rose) in de Nationale Hitparade van 24-4-1982 t/m 22-5-1982 | Puerto de Llansa (Oh Lady Rose) in de Nationale Hitparade van 24-4-1982 t/m 22-5-1982 | Puerto de Llansa (Oh Lady Rose) in de Nationale Hitparade van 24-4-1982 t/m 22-5-1982 | Puerto de Llansa (Oh Lady Rose) in de Nationale Hitparade van 24-4-1982 t/m 22-5-1982 | Puerto de Llansa (Oh Lady Rose) in de Nationale Hitparade van 24-4-1982 t/m 22-5-1982 |
| Week                                                                                  | 1                                                                                     | 2                                                                                     | 3                                                                                     | 4                                                                                     | 5                                                                                     |                                                                                       |
| ------------------------------------------------------------------------------------- | ------------------------------------------------------------------------------------- | ------------------------------------------------------------------------------------- | ------------------------------------------------------------------------------------- | ------------------------------------------------------------------------------------- | ------------------------------------------------------------------------------------- | ------------------------------------------------------------------------------------- |
| Positie                                                                               | 47                                                                                    | 46                                                                                    | 35                                                                                    | 38                                                                                    | 50                                                                                    | uit                                                                                   |